# Moravskoslezská fotbalová liga 2019/2020
Moravskoslezská fotbalová liga 2019/20 byla 29. ročníkem Moravskoslezské fotbalové ligy, která je jednou ze skupin 3. nejvyšší soutěže ve fotbale v Česku. Tento ročník začal v pátek 2. srpna 2019 úvodním zápasem 1. kola a předčasně skončil 8. března 2020 kvůli pandemii koronaviru v České republice

## Formát soutěže
V sezóně se mělo utkat 18 týmů každý s každým dvoukolovým systémem podzim–jaro. Vítěz si měl vybojovat právo startu ve vyšší soutěži, tedy ve Fortuna Národní lize (FNL). V době předčasného ukončení soutěže bylo na 1. místě družstvo Blanska, ale do ukončení ročníku Fortuna Národní ligy nemělo jistotu postupu, protože nebylo jisté, zda se dohraje celý ročník. Nakonec se druholigový ročník dohrál a Blansko mohlo postoupit o úroveň výše.

## Změny týmů oproti ročníku 2018/19
- Z FNL 2018/19 sestoupilo poslední 1. SC Znojmo.
- Do FNL postoupilo vítězné mužstvo MSFL 2018/19 SK Líšeň.
- V sezoně 2018/19 skončily na sestupových příčkách týmy FK Hodonín, který sestoupil do Divize E, a SK Spartak Hulín, který se nepřihlásil do další sezóny soutěží mužů. Do nově vzniklé Divize F sestoupily celky TJ Jiskra Rýmařov a TJ Valašské Meziříčí.
- Z divizí postoupily celky FK Blansko (vítěz) a FC Slovan Rosice (2. místo), oba z Divize D. Vítěz Divize E FC TVD Slavičín postup odmítl.
- Do MSFL dále přibyly B-týmy ligových mužstev, a to SK Sigma Olomouc „B“, FC Baník Ostrava „B“, FC Fastav Zlín „B“ a 1. FC Slovácko „B“.

## Konečná tabulka
Konečné pořadí po předčasném ukončení soutěže k 8. březnu 2020.
| Poř. | Tým                        | Z  | V  | R | P  | VG | OG | B  |
| ---- | -------------------------- | -- | -- | - | -- | -- | -- | -- |
| 1.   | FK Blansko (N)             | 18 | 11 | 3 | 4  | 33 | 12 | 36 |
| 2.   | MFK Frýdek-Místek          | 18 | 10 | 4 | 4  | 29 | 16 | 34 |
| 3.   | FC Odra Petřkovice         | 18 | 10 | 4 | 4  | 32 | 17 | 34 |
| 4.   | SK Uničov                  | 18 | 9  | 6 | 3  | 32 | 24 | 33 |
| 5.   | FC Slovan Rosice (N)       | 18 | 9  | 5 | 4  | 19 | 12 | 32 |
| 6.   | FC Baník Ostrava „B“ (N)   | 18 | 9  | 4 | 5  | 39 | 19 | 31 |
| 7.   | SK Hanácká Slavia Kroměříž | 18 | 9  | 3 | 6  | 31 | 23 | 30 |
| 8.   | SK Sigma Olomouc „B“ (N)   | 18 | 9  | 2 | 7  | 36 | 22 | 29 |
| 9.   | SFK Vrchovina              | 18 | 8  | 4 | 6  | 22 | 19 | 28 |
| 10.  | MFK Vyškov                 | 18 | 5  | 9 | 4  | 27 | 24 | 24 |
| 11.  | FC Velké Meziříčí          | 18 | 6  | 5 | 7  | 22 | 35 | 23 |
| 12.  | FC Viktoria Otrokovice     | 18 | 6  | 4 | 8  | 27 | 37 | 22 |
| 13.  | 1. SC Znojmo (S)           | 18 | 5  | 5 | 8  | 17 | 32 | 20 |
| 14.  | FC Hlučín                  | 18 | 5  | 3 | 10 | 11 | 25 | 18 |
| 15.  | ČSK Uherský Brod           | 18 | 5  | 3 | 10 | 28 | 31 | 18 |
| 16.  | 1. FC Slovácko „B“ (N)     | 18 | 5  | 3 | 10 | 19 | 36 | 18 |
| 17.  | FC Fastav Zlín „B“ (N)     | 18 | 4  | 2 | 12 | 20 | 34 | 14 |
| 18.  | FC Dolní Benešov           | 18 | 1  | 3 | 14 | 18 | 44 | 6  |

|  | Postup do FNL 2020/21      |
|  | Sestup do Divize D 2020/21 |
|  | Sestup do Divize E 2020/21 |
|  | Sestup do Divize F 2020/21 |

## Statistiky

### Střelci
| Pořadí | Hráč          | Klub                       | Góly |
| ------ | ------------- | -------------------------- | ---- |
| 1.     | Jan Silný     | SK Hanácká Slavia Kroměříž | 16   |
| 2.     | Radovan Lokša | FC Baník Ostrava „B“       | 11   |
| 3.–5.  | Jakub Teplý   | MFK Frýdek-Místek          | 10   |
| 3.–5.  | David Buchta  | FC Baník Ostrava „B“       | 10   |
| 3.–5.  | Tomáš Duba    | SFK Vrchovina              | 10   |

### Vychytané nuly
| Pořadí | Brankář        | Klub               | Vychytané nuly |
| ------ | -------------- | ------------------ | -------------- |
| 1.     | Jan Zádrapa    | FC Slovan Rosice   | 9              |
| 2.–4.  | Antonín Buček  | FC Odra Petřkovice | 7              |
| 2.–4.  | Martin Doležal | FK Blansko         | 7              |
| 2.–4.  | Petr Šmída     | SFK Vrchovina      | 7              |
| 5.–6.  | Ondřej Kolenko | FC Hlučín          | 6              |
| 5.–6.  | Jiří Ciupa     | MFK Frýdek-Místek  | 6              |